# Alfa Romeo 179
Alfa Romeo 179 – samochód Formuły 1, zaprojektowany przez Carlo Chitiego i Roberta Chouleta i skonstruowany przez Alfa Romeo w 1979 roku. Model startował w sezonach 1979–1982, ale nie odnosił znaczących sukcesów, poza pole position Bruno Giacomellego w Grand Prix Stanów Zjednoczonych 1980 i trzecim miejscem tego samego kierowcy w Grand Prix Las Vegas 1981.

## Historia
W latach 1950–1951 kierowcy Alfy Romeo – Giuseppe Farina i Juan Manuel Fangio – zdobyli tytuły mistrzowskie. Po 1951 roku Alfa Romeo wycofała się z wyścigów samochodów jednomiejscowych, koncentrując się na budowie samochodów drogowych i sportowych. W 1961 roku były inżynier Ferrari Carlo Chiti oraz dealer Alfy Romeo Ludovico Chizzola założyli w Settimo Milanese dział sportowy Alfy Romeo – Autodelta. Przez pierwsze dziesięć lat istnienia Autodelta rywalizowała w wyścigach samochodów sportowych i GT, a w 1976 roku weszła do Formuły 1 jako dostawca silników dla Brabhama. Po wycofaniu się z wyścigów samochodów sportowych Autodelta zbudowała pierwszy własny samochód Formuły 1. Zaprojektowana przez Chitiego Alfa Romeo 177 zadebiutowała w Grand Prix Belgii 1979, a jej kierowcą był mistrz Formuły 2, Bruno Giacomelli. Samochód był napędzany silnikiem B12, takim samym, który znajdował się w Brabhamach. Po trzech wyścigach zrezygnowano z modelu 177 i silnika B12, ponieważ znaczna szerokość tej jednostki uniemożliwiała uzyskanie efektu przypowierzchniowego.
Podczas Grand Prix Włoch 1979 zaprezentowano drugi samochód Alfy Romeo sezonu 1979, model 179. Nad uzyskaniem efektu przypowierzchniowego pracował Robert Choulet. By go uzyskać, samochód wyposażono w nowozaprojektowany, zamontowany wzdłużnie centralnie silnik 1260 V12 o pojemności 2991 cm³ i mocy 520 KM przy 12 000 rpm. W roku 1979 pojazd ten nie był konkurencyjny, a jego kierowcy – Bruno Giacomelli i Vittorio Brambilla – ani razu nie ukończyli wyścigu.
Zimą Autodelta pracowała nad zwiększeniem niezawodności i konkurencyjności modelu. Do Giacomellego na rok 1980 dołączył Patrick Depailler, a zespół pozyskał wsparcie Marlboro Italy. Mimo piątego miejsca Giacomellego w Grand Prix Argentyny samochód był powolny i przed Grand Prix RPA samochód poddano znacznym modyfikacjom, zmieniając kształt sekcji bocznych, kurtyn, stosując nowe zawieszenie i tylny spojler i redukując masę o 30 kilogramów. Zmiany te wywołały pożądane efekty w szybkości samochodu: w kwalifikacjach do Grand Prix Stanów Zjednoczonych Zachód Depailler zajął trzecie miejsce. Problemem modelu pozostawała niezawodność, ponadto w sierpniu Depailler zginął podczas testów na torze Hockenheimring, a Giacomelli był zbyt niedoświadczony, by rozwijać samochód. Mimo to Grand Prix Niemiec Giacomelli ukończył na piątym miejscu, a w ostatnim wyścigu sezonu, Grand Prix Stanów Zjednoczonych, Włoch zdobył pole position, odpadając jednak z wyścigu z powodu awarii. Depaillera zastąpił Vittorio Brambilla, a w dwóch ostatnich Grand Prix sezonu partnerem Giacomellego był protegowany Marlboro Italy, Andrea de Cesaris. Sezon 1980 Alfa Romeo zakończyła z czterema punktami na ostatnim miejscu w klasyfikacji konstruktorów.
By zmniejszyć prędkość wchodzenia samochodów w zakręty, po sezonie 1980 FISA zabroniła stosowania przesuwnych kurtyn, będących kluczowym elementem w uzyskaniu efektu przypowierzchniowego, regulując minimalny prześwit na poziomie 60 mm. Wiele zespołów próbowało obejść ten przepis poprzez zastosowanie amortyzatorów hydropneumatycznych, które podczas pomiaru zapewniały regulaminowy prześwit, zaś podczas jazdy mogły obniżyć samochód, pełniąc podobną rolę do przesuwnych kurtyn. By zastosować to rozwiązanie, Autodelta zmodyfikowała samochód i oznaczyła go jako 179C. Ponadto do zespołu na sezon 1981 przyszedł Mario Andretti. Ciągłe próby dostosowania samochodu do przepisów zakłócały program rozwojowy, efektem czego była niska konkurencyjność: rzadko kiedy Alfa Romeo była poważnym konkurentem dla rywali stosujących inne silniki wolnossące, a wyraźnie odstawała od stosujących silniki turbodoładowane Ferrari i Renault. W połowie sezonu sprowadzono francuskiego inżyniera, projektanta zwycięskich Ligierów, Gérarda Ducarouge'a. Wprowadzono nowy, obniżony model 179D. Zmiany poczynione przez Ducarouge'a nieco zwiększyły konkurencyjność samochodu, czego owocem było pierwsze podium zespołu, kiedy to Giacomelli zajął trzecie miejsce w Grand Prix Las Vegas. Sezon Alfa Romeo zakończyła na dziewiątym miejscu w klasyfikacji konstruktorów.
Model ścigał się jeszcze w Grand Prix RPA 1982, zastąpiony następnie Alfą Romeo 182. Następnie, w 1982 roku, służył jako platforma testowa dla turbodoładowanego silnika 890T 1.5 V8T. Ze względu na problemy z chłodzeniem przy wysokich obrotach silnik ten został wprowadzony dopiero w 1983 roku.
Zbudowano sześć egzemplarzy modelu 179, cztery modelu 179C oraz dwa modelu 179D.

## Wyniki w Formule 1
| Legenda oznaczeń w tabelach wyników Wyświetl szablon na nowej stronie | Legenda oznaczeń w tabelach wyników Wyświetl szablon na nowej stronie                                                                     |
| Oznaczenie                                                            | Wyjaśnienie |
| --------------------------------------------------------------------- | --- |
| Złoty                                                                 | Zwycięzca lub mistrzostwo |
| Srebrny                                                               | 2. miejsce lub wicemistrzostwo |
| Brązowy                                                               | 3. miejsce lub II wicemistrzostwo |
| Zielony                                                               | Ukończył, punktował (w klasyfikacji generalnej, gdy zdobył co najmniej jeden punkt na przestrzeni sezonu, poza trzema powyższymi opcjami) |
| Niebieski                                                             | Ukończył, nie punktował (w klasyfikacji generalnej, gdy nie zdobył co najmniej jednego punktu na przestrzeni sezonu)                      |
| Czerwony                                                              | Nie zakwalifikował się (NZ) |
| Czerwony                                                              | Nie prekwalifikował się (NPK) |
| Różowy                                                                | Nie ukończył (NU) |
| Różowy                                                                | Niesklasyfikowany (NS) (w klasyfikacji generalnej, gdy nie został sklasyfikowany w żadnym wyścigu sezonu)                                 |
| Czarny                                                                | Zdyskwalifikowany (DK) |
| Czarny                                                                | Wykluczony (WYK/EX) |
| Biały                                                                 | Nie wystartował (NW) |
| Biały                                                                 | Kontuzjowany (K/INJ) |
| Biały                                                                 | Wyścig odwołany (OD/C) |
| Bez koloru                                                            | Został wycofany (WYC/WD) |
| Bez koloru                                                            | Nie przybył (NP/DNA) |
| Bez koloru                                                            | Nie brał udziału w treningach (NT/DNP) |
| Bez koloru                                                            | Nie został zgłoszony (–) |
| Pogrubienie                                                           | Start z pole position |
| Kursywa                                                               | Najszybsze okrążenie wyścigu |
| †                                                                     | Nie ukończył, ale jego rezultat został zaliczony ze względu na przejechanie więcej niż 90% dystansu wyścigu.                              |
| *                                                                     | Sezon w trakcie |
| 1/2/3                                                                 | Punktowana pozycja w sprincie kwalifikacyjnym                                                                                             |
| Lista systemów punktacji Formuły 1                                    | |

| Sezon | Zespół                   | Silnik     | Kierowcy           | Wyniki w poszczególnych eliminacjach | Wyniki w poszczególnych eliminacjach | Wyniki w poszczególnych eliminacjach | Wyniki w poszczególnych eliminacjach | Wyniki w poszczególnych eliminacjach | Wyniki w poszczególnych eliminacjach | Wyniki w poszczególnych eliminacjach | Wyniki w poszczególnych eliminacjach | Wyniki w poszczególnych eliminacjach | Wyniki w poszczególnych eliminacjach | Wyniki w poszczególnych eliminacjach | Wyniki w poszczególnych eliminacjach | Wyniki w poszczególnych eliminacjach | Wyniki w poszczególnych eliminacjach | Wyniki w poszczególnych eliminacjach | Wyniki w poszczególnych eliminacjach | Wyniki kierowców | Wyniki kierowców | Wyniki konstruktora | Wyniki konstruktora |
| 1979  |                          |            |                    | Argentyna                            | Brazylia                             |                                      | Stany Zjednoczone                    |                                      | Belgia                               | Monako                               | Francja                              | Wielka Brytania                      | Niemcy                               | Austria                              | Holandia                             | Włochy                               | Kanada                               | Stany Zjednoczone                    |                                      | Pkt.             | Msc.             | Pkt.                | Msc.                |
| ----- | ------------------------ | ---------- | ------------------ | ------------------------------------ | ------------------------------------ | ------------------------------------ | ------------------------------------ | ------------------------------------ | ------------------------------------ | ------------------------------------ | ------------------------------------ | ------------------------------------ | ------------------------------------ | ------------------------------------ | ------------------------------------ | ------------------------------------ | ------------------------------------ | ------------------------------------ | ------------------------------------ | ---------------- | ---------------- | ------------------- | ------------------- |
| 1979  | Autodelta                | Alfa Romeo | Bruno Giacomelli   | -                                    | -                                    | -                                    | -                                    | -                                    | -                                    | -                                    | -                                    | -                                    | -                                    | -                                    | -                                    | NU                                   | -                                    | NU                                   |                                      | 0                | 32               | 0                   | 16                  |
| 1979  | Autodelta                | Alfa Romeo | Vittorio Brambilla | -                                    | -                                    | -                                    | -                                    | -                                    | -                                    | -                                    | -                                    | -                                    | -                                    | -                                    | -                                    | -                                    | NU                                   | NZ                                   |                                      | 0                | 30               | 0                   | 16                  |
| 1980  |                          |            |                    | Argentyna                            | Brazylia                             |                                      | Stany Zjednoczone                    | Belgia                               | Monako                               | Francja                              | Wielka Brytania                      | Niemcy                               | Austria                              | Holandia                             | Włochy                               | Kanada                               | Stany Zjednoczone                    |                                      |                                      | Pkt.             | Msc.             | Pkt.                | Msc.                |
| 1980  | Marlboro Team Alfa Romeo | Alfa Romeo | Patrick Depailler  | NU                                   | NU                                   | NS                                   | NU                                   | NU                                   | NU                                   | NU                                   | NU                                   | -                                    | -                                    | -                                    | -                                    | -                                    | -                                    |                                      |                                      | 0                | NS               | 4                   | 11                  |
| 1980  | Marlboro Team Alfa Romeo | Alfa Romeo | Vittorio Brambilla | -                                    | -                                    | -                                    | -                                    | -                                    | -                                    | -                                    | -                                    | -                                    | -                                    | NU                                   | NU                                   | -                                    | -                                    |                                      |                                      | 0                | NS               | 4                   | 11                  |
| 1980  | Marlboro Team Alfa Romeo | Alfa Romeo | Andrea de Cesaris  | -                                    | -                                    | -                                    | -                                    | -                                    | -                                    | -                                    | -                                    | -                                    | -                                    | -                                    | -                                    | NU                                   | NU                                   |                                      |                                      | 0                | NS               | 4                   | 11                  |
| 1980  | Marlboro Team Alfa Romeo | Alfa Romeo | Bruno Giacomelli   | 5                                    | 13                                   | NU                                   | NU                                   | NU                                   | NU                                   | NU                                   | NU                                   | 5                                    | NU                                   | NU                                   | NU                                   | NU                                   | NU                                   |                                      |                                      | 4                | 18               | 4                   | 11                  |
| 1981  |                          |            |                    | Stany Zjednoczone                    | Brazylia                             | Argentyna                            | San Marino                           | Belgia                               | Monako                               |                                      | Francja                              | Wielka Brytania                      | Niemcy                               | Austria                              | Holandia                             | Włochy                               | Kanada                               | Stany Zjednoczone                    |                                      | Pkt.             | Msc.             | Pkt.                | Msc.                |
| 1981  | Marlboro Team Alfa Romeo | Alfa Romeo | Mario Andretti     | 4                                    | NU                                   | 8                                    | NU                                   | 10                                   | NU                                   | 8                                    | 8                                    | NU                                   | 9                                    | NU                                   | NU                                   | NU                                   | 7                                    | NU                                   |                                      | 3                | 17               | 10                  | 9                   |
| 1981  | Marlboro Team Alfa Romeo | Alfa Romeo | Bruno Giacomelli   | NU                                   | NS                                   | 10                                   | NU                                   | 9                                    | NU                                   | 10                                   | 15                                   | NU                                   | 15                                   | NU                                   | NU                                   | 8                                    | 4                                    | 3                                    |                                      | 7                | 15               | 10                  | 9                   |
| 1982  |                          |            |                    |                                      | Brazylia                             | Stany Zjednoczone                    | San Marino                           | Belgia                               | Monako                               | Stany Zjednoczone                    | Kanada                               | Holandia                             | Wielka Brytania                      | Francja                              | Niemcy                               | Austria                              | Szwajcaria                           | Włochy                               | Stany Zjednoczone                    | Pkt.             | Msc.             | Pkt.                | Msc.                |
| 1982  | Marlboro Team Alfa Romeo | Alfa Romeo | Andrea de Cesaris  | 13                                   | -                                    | -                                    | -                                    | -                                    | -                                    | -                                    | -                                    | -                                    | -                                    | -                                    | -                                    | -                                    | -                                    | -                                    | -                                    | 0 (5)            | 17               | 0 (7)               | 9                   |
| 1982  | Marlboro Team Alfa Romeo | Alfa Romeo | Bruno Giacomelli   | 11                                   | -                                    | -                                    | -                                    | -                                    | -                                    | -                                    | -                                    | -                                    | -                                    | -                                    | -                                    | -                                    | -                                    | -                                    | -                                    | 0 (2)            | 22               | 0 (7)               | 9                   |